# Gerardo Guinea Diez
Gerardo Guinea Diez (Ciudad de Guatemala, 13 de septiembre de 1955) es un poeta, escritor, periodista y editor guatemalteco.

## Vida
Empezó con los oficios de escritura alrededor de 1972, su primera novela aparece en 1984 con el título de El Amargo Afán de la Desmuerte y paralelamente se estrena también con su libro de poesía Horarios de lo Efímero y lo Perdurable.
Estuvo exiliado en México donde realizó estudios de Derecho, Sistemas y Sociología. Estudió Derecho antes de su partida, en la Universidad de San Carlos de Guatemala. Tuvo a su cargo la coordinación de la Casa de Chile en México y fue secretario de redacción  del periódico El Financiero, del Distrito Federal, México.
En Guatemala trabajó en la revista Crónica y en los periódicos Prensa Libre y Siglo Veintuno. Además es editor de la casa Magna Terra donde busca promover la literatura nacional tanto dentro como fuera del país. Cuenta a la fecha con más de 18 libros publicados y cuyos temas van desde el periodismo, la narrativa y el ensayo.

## Premios
- Premio Mesoamericano de Poesía Luis Cardoza y Aragón (2006).
- Premio Nacional de Poesía César Brañas (2000).
- Premio Nacional de Literatura Miguel Ángel Asturias (2009).
- Premio de Poesía Editorial Praxis (2015).

## Obras
- El acertijo de María Callas (Novela). Editorial Cultura, 2019.
- Poemas irlandeses (poesía). Editorial Praxis, 2015. Premio de Poesía Editorial Praxis.
- El árbol de Adán (novela). 1.ª edición, Norma (Colombia, 2007); 2.ª edición, Evaned (Los Ángeles, California, 2012); 3.ª edición, Magna Terra (Guatemala, 2013).
- Cierta grey alrededor (poesía). Magna Terra. Guatemala, 2011.
- Un león lejos de Nueva York (novela). FyG Editores. Guatemala, 2010.
- Gramática de un tiempo congelado (ensayo y obra periodística). Editorial Cultura. Guatemala, 2008.
- Calamadres (novela). Magna Terra. Guatemala, 2002.
- Exul Umbra (novela). Editorial Cultura - Magna Terra. Guatemala, 1997.
- El Amargo Afán de la Desmuerte (novela) Editorial Práxis, México 1993.
- Horarios de la Efímero y lo Perdurable (poesía). Guatemala 1995.
- Las Criaturas del Aire (cuentos). México 1994.
- Pasión de la Memoria, Guatemala ante el fin de Siglo (ensayo). México 1994.
- Por qué maté a Bob Hope (novela). México 1994.